# Johannes Schneesing
Johannes Schneesing eller Schesing. Född i Frankfurt am Main. Också känd under pseudonymerna Chiomusus och Chyomusus. Födelseår okänt. Död 1567 i Friemar där han var tysk präst. Han anslöt tidigt till reformationen. Författade psalmtexten Allein zu dir, Herr Jesu Christ. Psalmförfattare representerad i danska Psalmebog for Kirke og Hjem.